# 前736年
| 千纪： | 前1千纪 |
| 世纪： | 前9世纪 \| 前8世纪 \| 前7世纪 |
| 年代： | 前760年代 \| 前750年代 \| 前740年代 \| 前730年代 \| 前720年代 \| 前710年代 \| 前700年代 |
| 年份： | 前741年 \| 前740年 \| 前739年 \| 前738年 \| 前737年 \| 前736年 \| 前735年 \| 前734年 \| 前733年 \| 前732年 \| 前731年 |
| 纪年： | 乙巳年（蛇年）；周平王三十五年；魯惠公三十三年；齊莊公五十九年；晉孝侯三年；曲沃桓叔九年；秦文公三十年；楚武王五年；宋宣公十二年；衛莊公二十二年；陳桓公九年；蔡宣公十四年；曹桓公二十一年；鄭莊公八年；燕鄭侯二十九年；杞武公十五年 |